# Gare d'Üröm
La gare d'Üröm (hongrois : Üröm megállóhely, prononcé [ˈyɾøm ˈmɛgaːlːoːhɛj]) est une gare ferroviaire secondaire de Budapest.